# Joaquin Miller

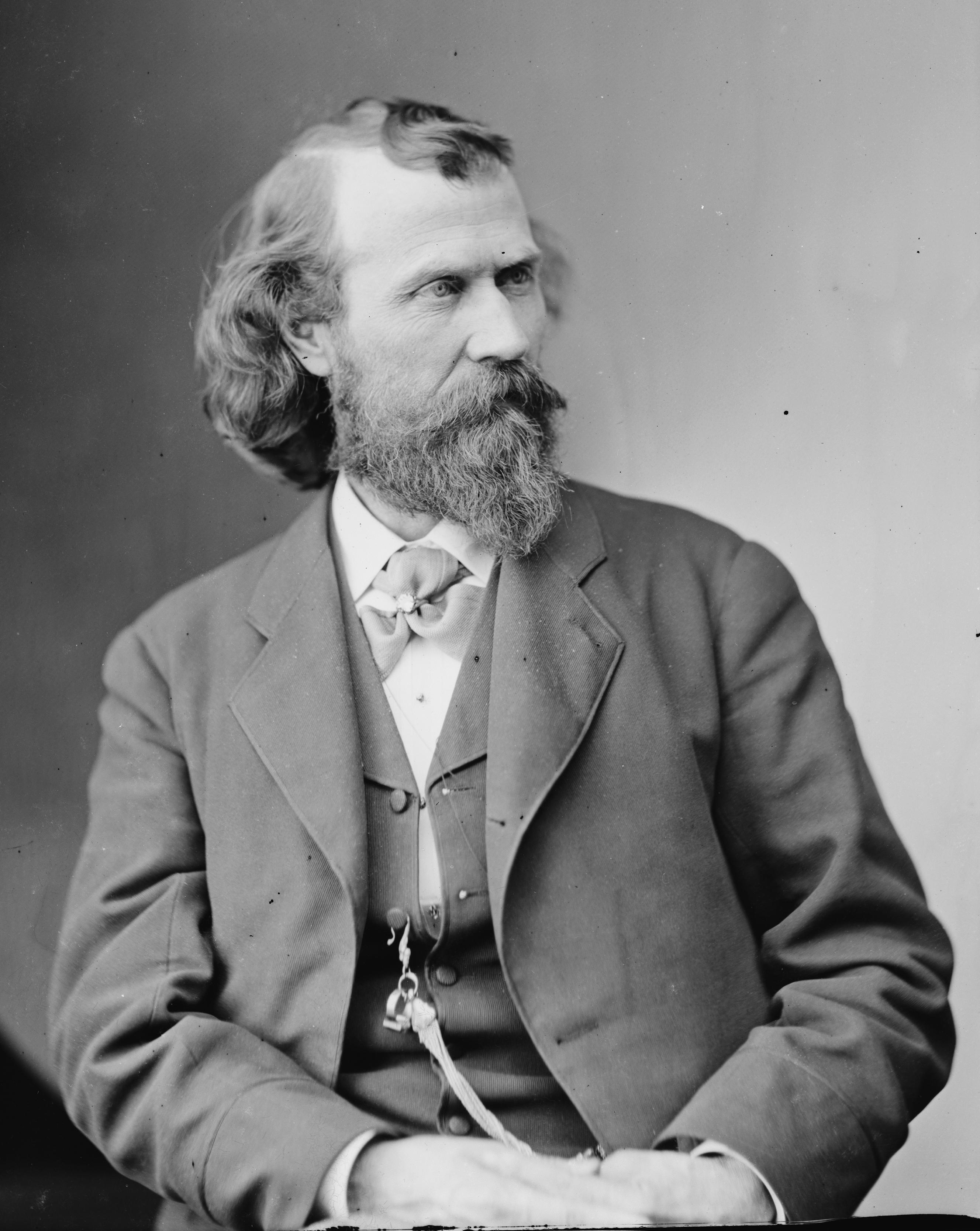
Joaquin Miller entre 1870-1880

Joaquin Miller fue el pseudónimo del poeta, ensayista y fabulista estadounidense Cincinnatus Heine (o Hiner) Miller (8 de septiembre de 1837, o 10 de noviembre de 1841 - 17 de febrero de 1913). Nació en Indiana, y se mudó primero a California, después a Oregón y de vuelta a California, donde tuvo varias ocupaciones, incluyendo ser  cocinero de un campo de mineros (donde contrajo escorbuto), abogado y juez, cronista y jinete del Pony Express.

## Biografía

### Primeros años y vida familiar
Sus padres fueron Hulen (a veces llamado también "Hulings") Miller y Margaret Witt quienes se casaron el 3 de enero de 1836 en el Condado de Unión, Indiana. El 8 de septiembre de 1837 su hijo Cincinnatus Hiner Miller nació en las cercanías de Liberty, Indiana. Luego, Miller cambió su fecha de nacimiento a 1841 y dijo que había nacido en un vagón que viajaba al oeste, hacia Millersville (Indiana), ciudad la cual decía, había sido fundada por su padre. También cambió el día de su nacimiento al 10 de noviembre por razones desconocidas. Mientras aún era un niño, la familia Miller se mudó a Oregón y se asentó en el Valle de Willamette, estableciendo una hacienda que luego se convertiría en el Condado de Lane. La historia difiere en la fecha exacta en la que ocurrió la mudanza de la familia, algunos la sitúan en 1842, pero probablemente fue entre 1850 y 1852.
Cuando era ya un joven, se trasladó al norte de California durante los años de la fiebre del oro, lugar en el que experimentó varias aventuras, como pasar un año viviendo en un pueblo junto a los nativos americanos o ser herido en una batalla con los mismos. Algunos de sus trabajos más populares como "La vida junto a los Modocs" (Life Amongst the Modocs), "La caza del alce" (An Elk Hunt) y "La batalla de Castle Crags" (The Battle of Castle Crags) se basan en aquellas experiencias. Fue herido por una flecha en la mejilla y en el cuello durante esta última batalla, recuperándose de la misma en el antiguo pueblo minero de Portuguese Flat, California.

### Los primeros viajes y sus primeras publicaciones
En la primavera de 1857, Miller participó de una expedición contra la Tribu del Río Pit luego de que estos mismos mataran a un hombre blanco en el Río Pit. Unos años después, afirmó que había tomado partido por los nativos americanos y que fue echado del pueblo por esto mismo. Cerca de 1857, Miller se casó supuestamente con una mujer aborigen llamada Paquita (que probablemente habría sido una Modoc) y vivió en los alrededores del Río McCloud en el norte de California. La pareja tuvo dos hijos que nacieron en California u Oregón. Pasando un corto período de tiempo en los campamentos mineros del norte de Idaho, Miller se encaminó a Canyon City, Oregón donde en 1864 fue elegido Tercer Juez del Condado de Grant. Su antigua cabaña en Canyon City todavía está en pie.
Las aventuras que vivió Miller incluyeron una gran variedad de diversas ocupaciones: cocinero en el campamento minero (donde sufrió escorbuto por solo comer lo que cocinaba), abogado y juez, escritor de un periódico, jinete del Pony express y ladrón de caballos. El 10 de julio de 1859, Miller fue atrapado robando un caballo castrado valuado en $80, una silla de montar en $15 y otras cosas. Fue mantenido en prisión por poco tiempo en el Condado de Shasta, California por tal crimen.
Se estima que Miller ganó unos $3.000 trabajando como jinete del Pony Express, usando este dinero para mudarse a Oregón. Con la ayuda de su amigo, el senador Joseph Lane, se convirtió en editor del Democratic Register en la ciudad de Eugene (Oregón), cargo que mantuvo desde el 15 de marzo hasta el 20 de septiembre de 1862. A pesar de que no sobrevivió ninguna copia, se sabe que tal publicación fue simpatizante de los confederados hasta que fue obligado a cerrar. Aquel año, Miller se casó con Theresa Dyer (alias Minnie Myrtle) el 12 de septiembre de 1862 en su casa cuatro días luego de haberla conocido en Port Orford, Oregón. La pareja tuvo dos hijos.
En 1868, Miller pagó la publicación de 500 copias de su primer libro de poesía "Especímenes" (Specimens). El mismo no fue muy notorio y Miller terminó regalando más copias de las que vendió. Pocas de las mismas han permanecido hasta hoy. La desesperación y decepción del autor se vieron reflejadas en su segundo libro Joaquin, et al., el año siguiente.
El 4 de abril de 1870, Dyer reclamó el divorcio alegando que habían tenido un tercer hijo, Henry Mark, el año anterior y que Miller había abandonado completamente. La corte los declaró divorciados el 19 de abril y Dyer cedió la custodia del bebé mientras que los dos hijos mayores quedaban al cuidado de su madre. Se le ordenó a Miller el pago de $200 por año para el cuidado de los niños. Miller creía que el divorcio le negaría la posibilidad de ser nominado a un asiento en la Suprema Corte de Oregón. Además, nunca negó los cargos de abandono de su esposa e hijos y de que raramente se encontraba en su casa. También podría haber tenido un breve romance con la actriz Adah Isaacs Menken durante su matrimonio.

### Viajes
Miller había enviado una copia de Joaquin, et al. a Bret Harte, que le dio el consejo de que evitara los "defectos de exceso" y alentándolo le escribió, "tú te convertirás en poeta a tu propia manera." El verano siguiente, en julio de 1870 Miller viajó a San Francisco con dinero prestado y allí se amistó con Charles Warren Stoddard e Ina Coolbrith. Stoddard fue el primero en encontrarlo en el muelle, y como recuerda, las primeras palabras de Miller hacia él fueron, "Bueno, vayamos y hablemos con los poetas"
Miller viajó a Inglaterra, donde fue célebre como una rareza de la frontera. Allí, en mayo de 1871 Miller publicó "Canciones de las Sierras" (Songs of the Sierras), el libro que finalmente le daría el apodo de "poeta de las sierras". Este último libro fue bien recibido por la prensa británica y por los miembros de la Hermandad Prerrafaelista, particularmente por Dante Gabriel Rossetti y William Michael Rossetti

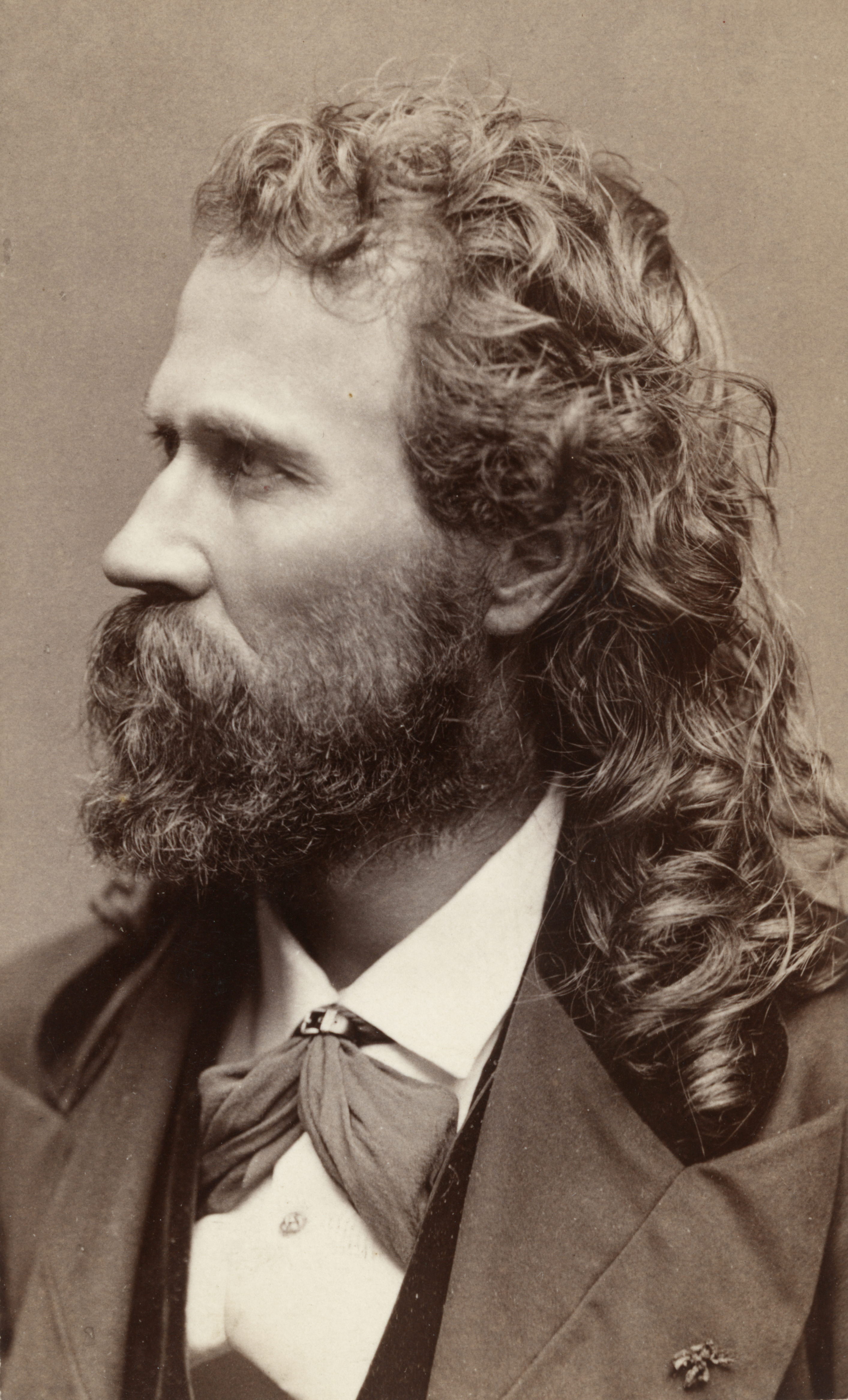
Miller cerca de 1875

Mientras se encontraba en Inglaterra, fue uno de los pocos estadounidenses invitados al Savage Club junto a Julian Hawthorne hijo de Nathaniel Hawthorne. El joven Hawthorne se refirió a Miller como un "licencioso libertino" pero admitió que era "simpático, amable e inofensivo". Abruptamente, Miller dejó Inglaterra en septiembre de 1871 y arribó a Nueva York. Con el incentivo de su familia, viajó a Easton (Pensilvania) a visitar a su hermano en su lecho de muerte antes de volver a Oregón; su padre murió poco tiempo después. Eventualmente, Miller se asentó en California, donde sembró frutas y publicó sus poemas y otros trabajos.
En 1877 Miller adaptó su First Fam'lies of the Sierras en una obra de teatro llamada "Los Danitas, o, el corazón de las Sierras" (The Danites, or, the Heart of the Sierras). La cual se estrenó el 22 de agosto en Nueva York con McKee Rankin como el personaje principal. La obra anti-mormona que representaba a los Danitas en la caza de la hija de uno de los asesinos de Joseph Smith, se transformó en una de las obras más exitosas comercialmente de una serie de dramas anti-mormones de la época. La publicación "El espíritu de los tiempos" (Spirit of the Times), sin embargo atribuyó su éxito a una audiencia curiosa que esperaba un error desastroso y que sin embargo descubría una buena obra: "La obra prueba tener más que un mérito ordinario, y si no es un gran trabajo, no es decididamente uno muy malo." La representación de "Los Danitas" se extendió de unos pocos días a siete semanas enteras antes de mudarse a otro teatro para finalmente, ser representada de tal manera que rivalizó con la popularidad de los Shows de Tom que se representaban basados en la novela La cabaña del tío Tom. Finalmente, fue publicada como libro luego en 1877. Luego, Miller admitió que se arrepentía del tono anti-Mormón de la obra.
Miller se casó por tercera vez el 8 de septiembre de 1879 con Abigail Leland en la ciudad de Nueva York.

### Últimos años y muerte

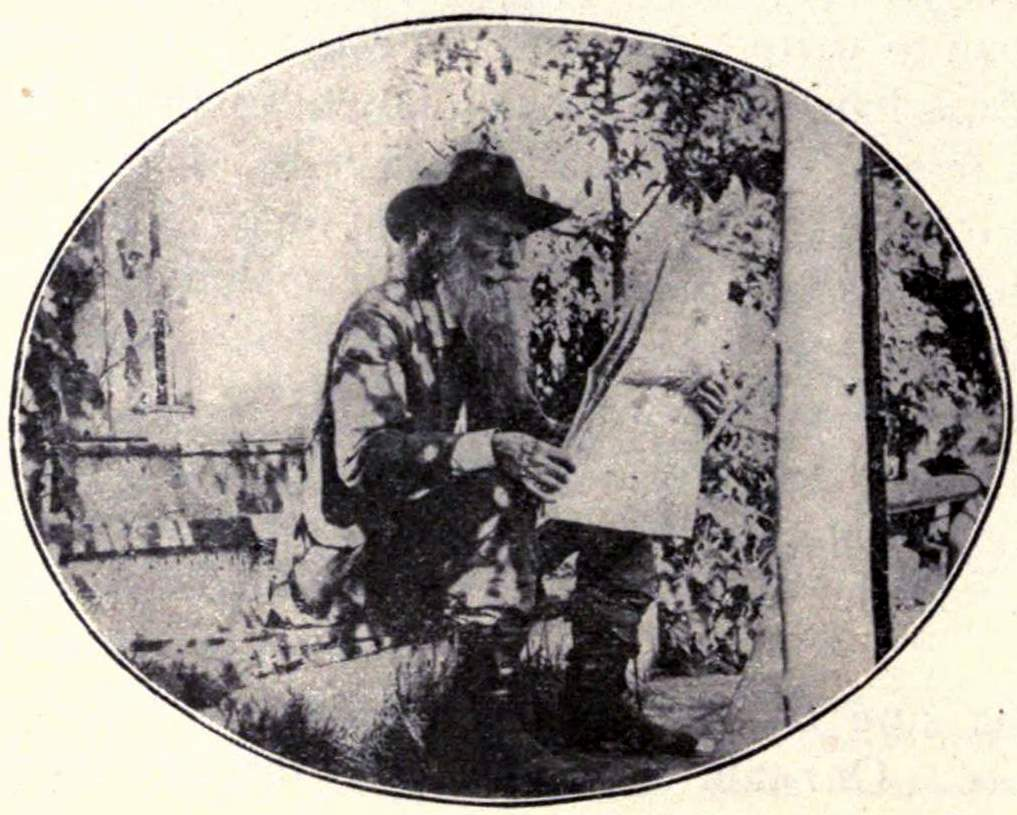
Miller alrededor de 1905

En el año 1886, Miller publicó "La destrucción de Gotham" (The Destruction of Gotham), un libro que fue uno de los primeros en describir a una prostituta como una figura heroica. Aquel año, se mudó a Oakland (California) y construyó una casa para sí mismo que llamó The Hights. Permaneció en ella hasta su muerte en 1913.
El poeta japonés Yone Noguchi visitó su casa en 1894 y pasó los siguientes cuatro años allí como un trabajador a cambio de alojamiento y comida. Mientras vivía allí, publicó su primer libro, "Visto o no visto; o, Monólogos de un caracol sin hogar" (Seen or Unseen; or, Monologues of a Homeless Snail) en 1897. A pesar de que se refirió a Miller como "el hombre más natural", Noguchi indicó aquellos años como los más difíciles en Estados Unidos e hizo ficción de su experiencia en "El diario americano de una chica japonesa" (The American Diary of a Japanese Girl.
En 1987, Miller viajó al Yukón como corresponsal de un periódico. Vio Alaska por vez primera el 30 de julio. Sus despachos periodísticos, muchos de los cuales fueron escritos luego de haber llegado a Alaska, implicaban erróneamente un viaje barato y fácil. Miller mismo casi muere por congelamiento; debido a esto perdió dos dedos del pie.
Miller murió el 17 de febrero de 1913, rodeado por amigos y familia. Sus últimas palabras fueron "¡llévame, llévame!" El poeta pidió ser cremado por sus amigos en la pira funeraria construida por él mismo en The Hights sin ninguna ceremonia religiosa y sin ser embalsamado. Sus deseos fueron ignorados casi completamente y el funeral llevado a cabo el 19 de febrero atrajo miles de espectadores curiosos. El predicador que habló se refirió a Miller como "el último de los grandes poetas de Estados Unidos." El 23 de mayo, los miembros del Club Bohemio de San Francisco y el Club de Prensa volvieron a la pira funeraria de Miller para quemar la urna que contenía sus cenizas. No dejó testamento, su patrimonio -estimado en $100.000- fue dividido entre su esposa y su hija.

## Acogida de la crítica y reputación

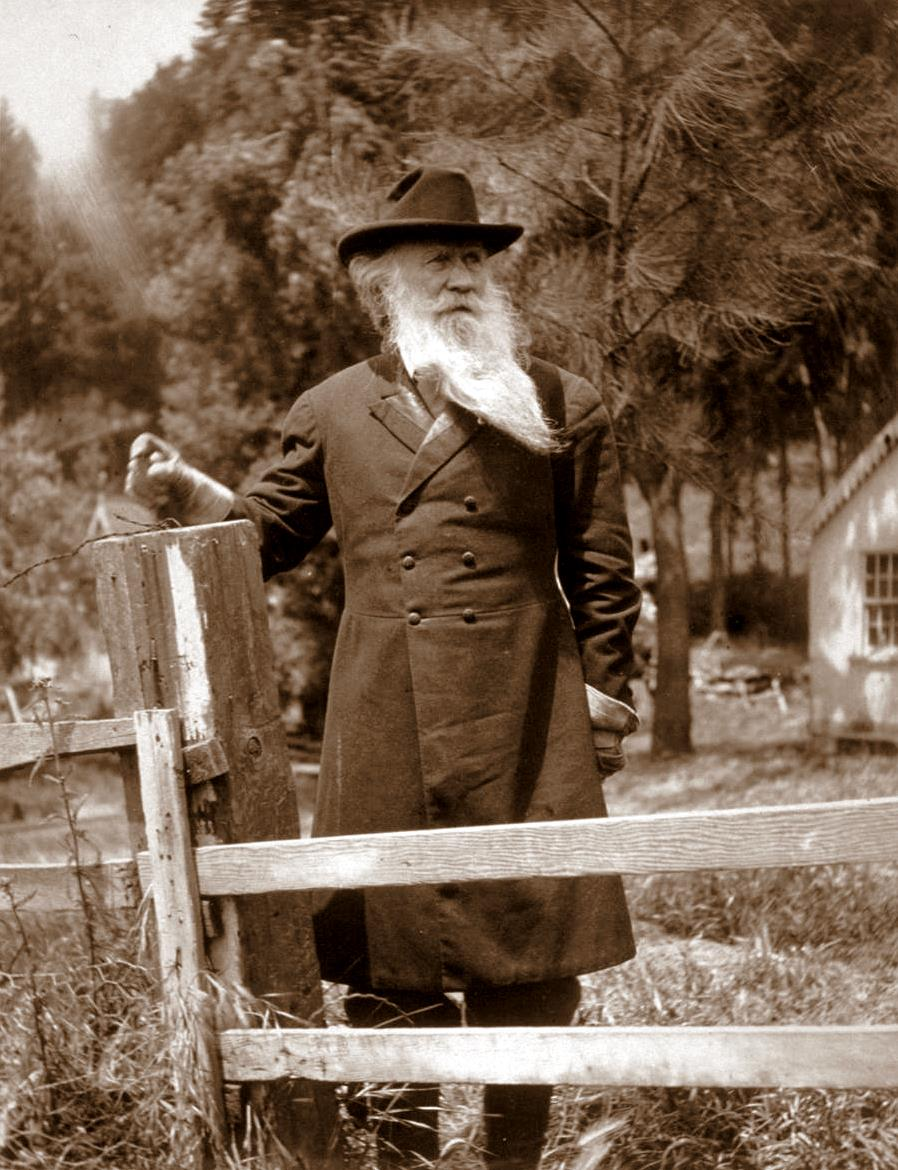
Miller en sus últimos años

La reputación de Miller fue protegida, aunque no de una forma entusiasta, por Bret Harte y Ambrose Bierce. Bierce, que alguna vez lo llamó "el hombre de más grande corazón que jamás conocí", también es citado diciendo que era "el más grande mentiroso que este país jamás produjo. Él no puede, o no quiere, decir la verdad." La respuesta de Miller fue: "Siempre me pregunté porqué Dios hizo a Bierce."
Llamado el "Poeta de las Sierras" y el "Byron de las Rocosas", fue más célebre en Inglaterra que en el propio Estados Unidos. Mucha de su reputación, sin embargo, no provenía de su poesía sino de la imagen que él creó de sí mismo, capitalizando la imagen estereotipada del hombre fronterizo del oeste. Como poeta, Bayard Taylor apuntó amargamente en 1876 que, en la audiencia británica, "ponen el salvajismo simulado de Joaquin Miller al lado de la musa pura y serena de Longfellow." La crítica hizo mucho con las pobres rimas y ortografía de Miller; cierta vez rimó "Goethe" con "dientes" (Goethe con teeth). Henry Cuyler Bunner satirizó tal error en un poema titulado "Shake, Mulleary, and Go-ethe". El mismo Miller una vez admitió, "Estoy condenado si tuviera que decir la diferencia entre un hexámetro y un pentámetro para salvar mi cabellera."
El Westminster Review se refirió a la poesía de Miller como que era "Whitman sin la tosquedad". Durante un tiempo, el poema de Miller "Columbus" fue uno de los más conocidos poemas estadounidenses, memorizado y recitado por multitud de escolares. Hoy en día, Miller es recordado, entre otras razones, por algunas líneas de su poema en honor de "Burns y Byron":
In men whom men condemn as ill
I find so much of goodness still.
In men whom men pronounce divine
I find so much of sin and blot
I do not dare to draw a line
Between the two, where God has not.

## Legado

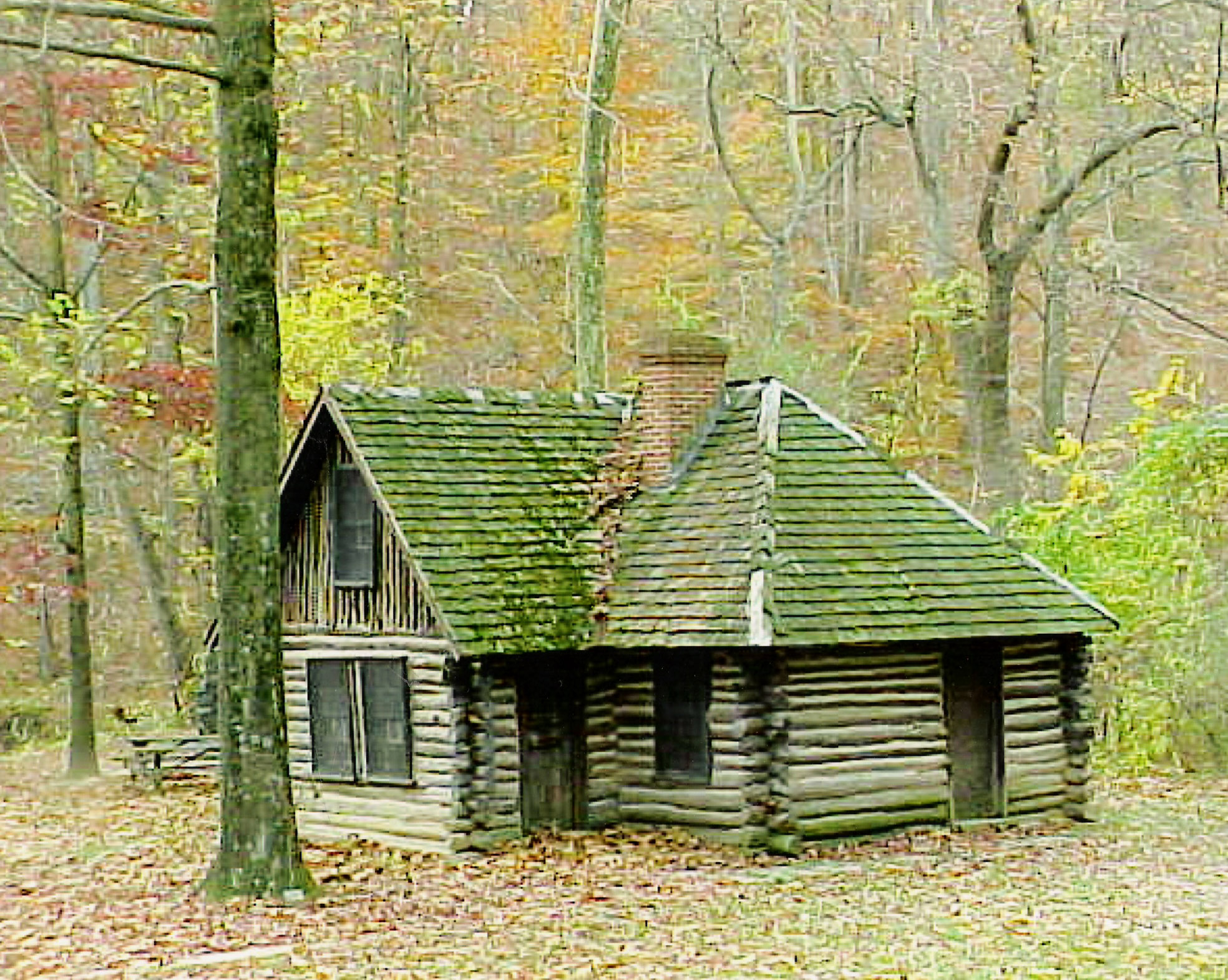
La Cabaña de Joaquin Miller en el Parque de Rock Creek, Washington D. C.

La cabaña de Joaquin Miller se encuentra en Washington D. C.. La casa en Oakland (The Hights) construida hacia el final de su vida, es conocida comúnmente como la casa de Joaquin Miller y la misma es parte del Parque Joaquin Miller. Él mismo plantó los árboles que la rodean y construyó su propia pira funeraria y monumentos dedicados a Moisés, el general John C. Frémont, y a los poetas Robert Browning y Elizabeth Barrett Browning. La casa de Oakland fue comprada por la ciudad de Oakland en 1919 y puede ser encontrada hoy dentro del Parque Joaquin Miller.

## Obras
Títulos en inglés
- Specimens (1868)[26]
- Joaquin et al. (1869)[26]
- Pacific Poems (1871)
- Songs of the Sierras (1871)[42]
- Songs of the Sun-Lands (1873)[43]
- Life Amongst the Modocs (1873)[43]
- Arizonian (1874)[26]
- First Fam'lies of the Sierras (1875–76)[26]
- The One Fair Woman (1876)[26]
- The Baroness of New York (1877)[26]
- The Danites (1878)[26]
- Songs of Italy (1878)[26]
- The Destruction of Gotham (1886)
- Songs of the Soul (1896)[44]
- True Bear Stories (1900)[45]
- Chants for the Boer (1900)[45]
- The Complete Poetical Works of Joaquin Miller (1902)[45]
- As It Was in the Beginning (1903)[45]
- The Building of the City Beautiful (1905)[45]
- Light: A Narrative Poem (1907)[45]
- Joaquin Miller's Poems (1909–1910)[45]
- The Danites in the Sierras (1910)[45]
- 49: The Gold-Seekers of the Sierras (1910)[45]
- An Elk Hunt
- The Battle of Castle Crags